# چاغان‌نور (خوفسگول)
شهرستان چاغان‌نور (به زبان مغولی: Цагааннуур сум، [Cagaannuur sum]؛ ᠴᠠᠭᠠᠨ ᠨᠠᠭᠤᠷ ᠰᠤᠮᠤ، [čaɣan naɣur sumu]) یک شهرستان (سُوم) در مغولستان است که در استان خوفسگول واقع شده‌است. چاغان‌نور ۵٬۴۰۸٫۳ کیلومتر مربع مساحت و ۲٬۰۴۶ نفر جمعیت دارد.

## تقسیمات اداری
شهرستان چاغان‌نور متشکل از ۲ قصبه (باغ) می‌باشد، شامل:
- خارمای (قارامای) (مغولی: Хармай баг، [Xarmaj bag]؛ ᠬᠠᠷᠠᠮᠠᠢ ᠪᠠᠭ، [qaramai baɣ])
- غوربان‌سایخان (مغولی: Гурван сайхан баг، [Gurvan sajxan bag]؛ ᠭᠤᠷᠪᠠᠨ ᠰᠠᠶᠢᠬᠠᠨ ᠪᠠᠭ، [ɣurban sayiqan baɣ])